# Nomada odontophora
Nomada odontophora är en biart som beskrevs av Kohl 1905. Nomada odontophora ingår i släktet gökbin, och familjen långtungebin. Inga underarter finns listade i Catalogue of Life.